# A. Roy Knabenshue

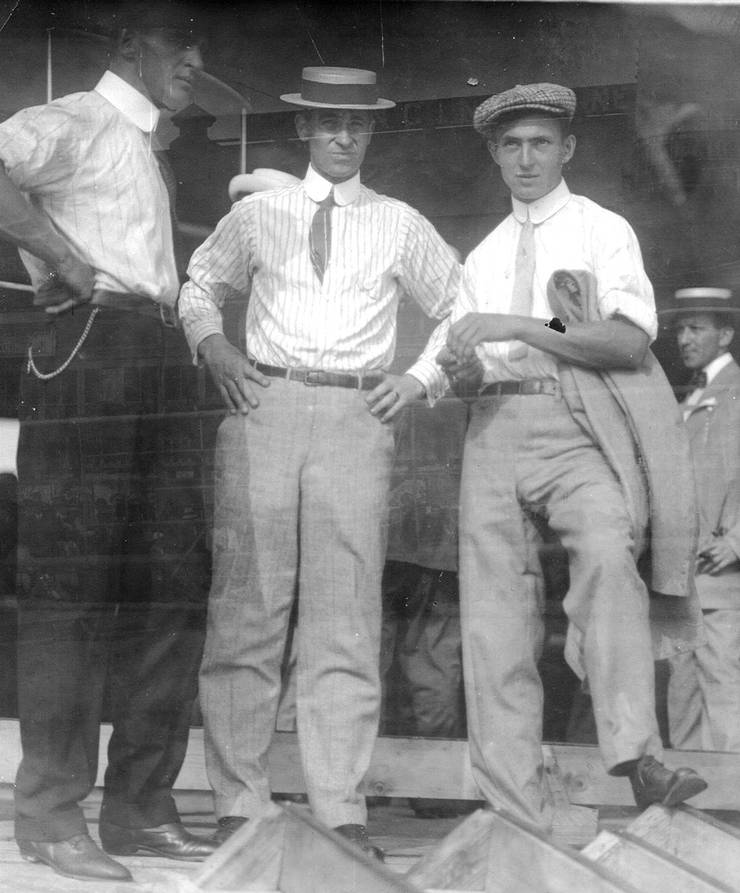
Roy Knabenshue (Mitte, 1910)

Gedenktafel im Portal of the Folded Wings Shrine to Aviation

Augustus Roy Knabenshue (* 15. Juli 1876 in Lancaster, Ohio; † 6. März 1960 in Temple City, Kalifornien) war ein US-amerikanischer Ingenieur, Ballonfahrer und Flugpionier.

## Leben
Er wurde 1876 als Sohn des Samuel Knabenshue und seiner Frau Salome Matlack geboren. Sein Vater war von 1905 bis 1914 Generalkonsul in Tianjin, China.
Roy Knabenshue steuerte 1904 das erste lenkbare Luftschiff der USA bei Rundflügen im Rahmen der Weltausstellung Louisiana Purchase Exposition, das von Thomas Scott Baldwin gebaut wurde. Er war auch der Erste, der einen gesteuerten Flug eines Luftschiffes über New York City im Jahre 1905 durchführte. Im Jahr 1913 baute er das erste Passagierluftschiff in Amerika. Im Ersten Weltkrieg baute er manntragende Beobachtungsballone für die Regierung.
Von 1933 bis 1944 war er als Ballonfahrer und Pilot für den National Park Service tätigt. Im Jahr 1958 hatte er seinen ersten Schlaganfall, nach seinem zweiten Schlaganfall starb am 6. März 1960 im Evergreen-Sanatorium in Temple City, Kalifornien. Die Bestattung fand am 9. März 1960 im Portal of the Folded Wings Shrine to Aviation statt.